# أليوت جونسون
أليوت جونسون (بالإنجليزية: Elliot Johnson)‏ هو بحار وسياسي أسترالي، ولد في 10 أبريل 1862 بنيوكاسل أبون تاين في المملكة المتحدة، وتوفي في 8 ديسمبر 1932 بغيلونغ في أستراليا. حزبياً، نشط في حزب التجارة الحرة وLiberal Party (Australia, 1909) ‏ وNationalist Party (Australia) ‏. وقد انتخب Speaker of the Australian House of Representatives ‏ (14 يونيو 1917 – 27 فبراير 1923) وانتخب عضو مجلس النواب الأسترالي عن دائرة لانغ ‏ (16 ديسمبر 1903 – 17 نوفمبر 1928) وانتخب Speaker of the Australian House of Representatives ‏ (9 يوليو 1913 – 7 أكتوبر 1914).